# 尔朱智虎
尔朱智虎（6世纪—6世纪），北魏权臣尔朱兆之弟。

## 生平
尔朱兆拥立广陵王元恭为帝。元恭封尔朱智虎为安定王、骠骑大将军，普泰元年（531年）四月又任为肆州刺史、开府仪同三司。
永熙二年（532年）正月，尔朱兆被军阀高欢所败，尔朱智虎与其一同逃跑，尔朱兆自杀。高欢在梁郡岢岚南山擒住尔朱智虎，赦免了他。尔朱智虎后来死于晋阳。